# 蔵心寺
蔵心寺（ぞうしんじ）は、埼玉県さいたま市岩槻区にある臨済宗円覚寺派の寺院。

## 歴史
1375年（永和元年）、是英仏慧によって開山された。是英仏慧は鎌倉の円覚寺の第38世管長である。
開山以降の歴史について、江戸時代の複数にわたる火災で詳細が不明になっている。かつては境内に地蔵堂があったが、これも焼失してしまったため、中にあった地蔵菩薩像は本堂に移されている。

## 交通アクセス
- 路線バス大戸停留所より徒歩8分。